# Музей «Кобзаря» Т. Г. Шевченка
Музей «Кобзаря» Т. Г. Шевченка — музей у Черкасах присвячений збірці «Кобзар» Тараса Шевченка. Знаходиться в будинку братів Цибульських і містить чимало раритетних видань цієї книги. 
Його часто називають єдиним у світі музеєм однієї книги. Є відділом Черкаський обласний краєзнавчий музей. 

## Загальні та історичні відомості

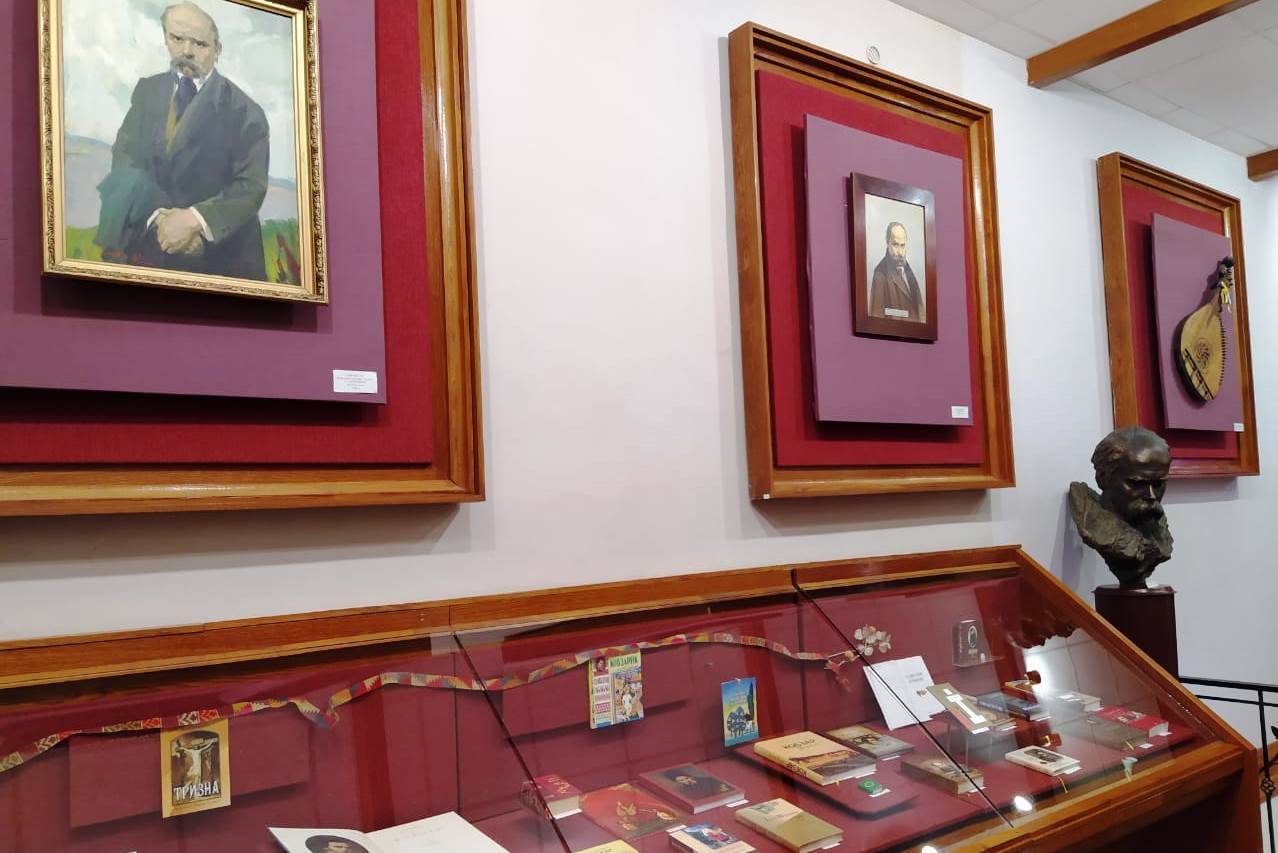
Портрети та бюст Кобзаря

Музейний заклад розташований на історичній центральній вулиці Черкас за адресою: 
вул. Байди-Вишневецького, 37, м. Черкаси (Україна).
Музей розташований у меморіальному будинку (особняк Цибульських), у якому від 18 до 22 липня 1859 року проживав сам Тарас Шевченко, про що свідчить меморіальна дошка на будинку музею.
Створення унікального музею було інційовано 1988 року, і вже за рік, у травні 1989 року, Музей «Кобзаря» Т. Г. Шевченка був відкритий у Будинку Цибульських. 
Біля витоків ідеї та створення такого відділу Черкаського обласного краєзнавчого музею стояла Ольга Михайлівна Шарапа, що є прапраправнучкою Тараса Шевченка по братові Микиті, і са́ме вона очолює відділ від часу його заснування.

## Експозиція та діяльність

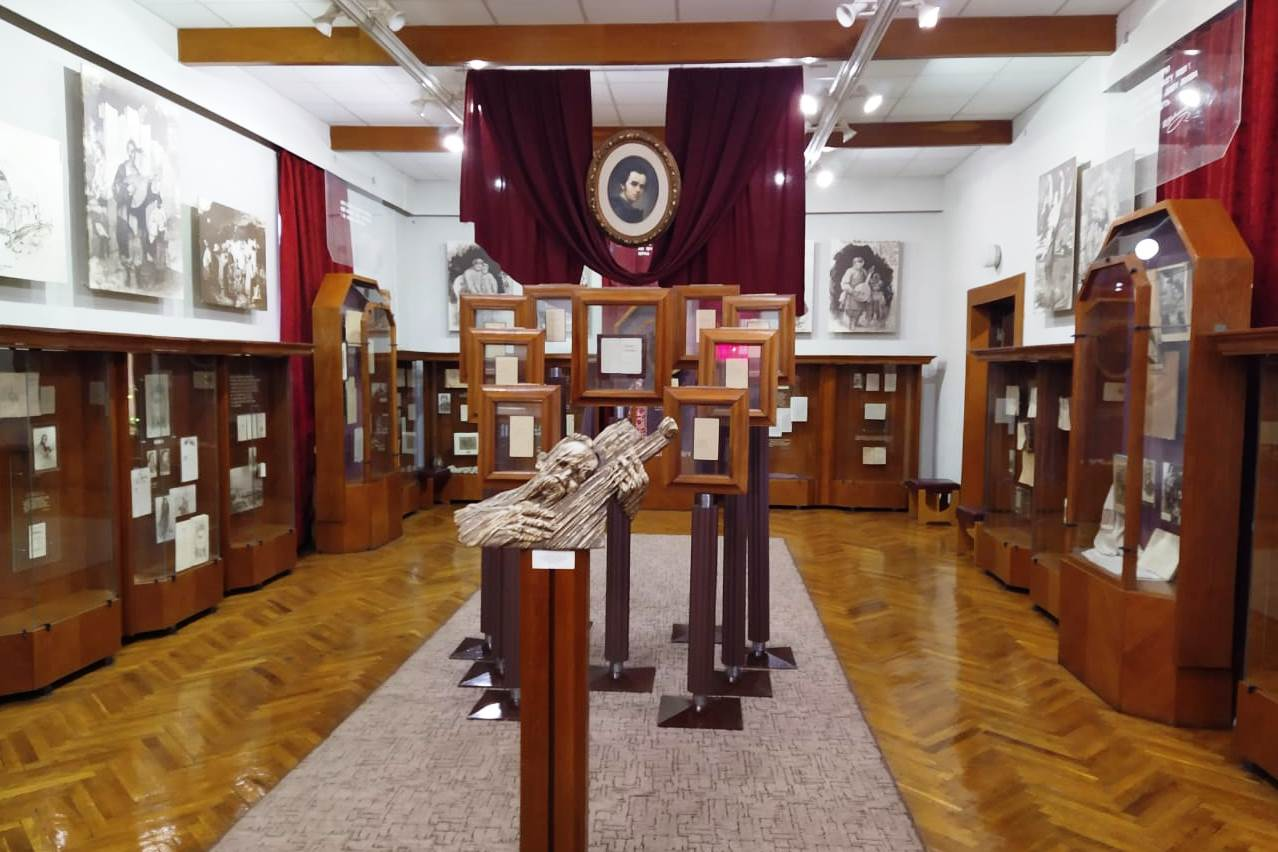
Фрагмент експозиції музею

У музеї показано історію видання доробку поета, джерела його творчості, найцікавіші видання, простежено еволюцію ілюстрування шевченківських творів, а також «Кобзарі» у перекладах мовами народів світу. 
У музеї зібрання видань експонується в супроводі документів і матеріалів у контексті подій про те чи інше видання. Крім того, заклад добротно оформлений деревом, що гармонійно сполучається із експозицією, лише додаючи атмосфері камерності та затишності.
Власне «Кобзар», яким його тепер знає увесь світ, склався не відразу. Перше видання було здійснено в Петербурзі в 1840 році за сприяння Євгена Гребінки. У цей «Кобзар» тоді ввійшло лише 8 творів Тараса Шевченка: «Перебендя», «Катерина», «Іван Підкова», «Тополі», «Думка», «До Основ'яненка», «Тарасова ніч» і вірш «Думи мої, думи мої», що написана спеціально для цього збірника і є ніби епіграфом не лише до цього видання, а й до усієї творчості Т.Г. Шевченка. Вихід цього «Кобзаря», навіть урізаного царською цензурою, — подія величезного літературного і національного значення.

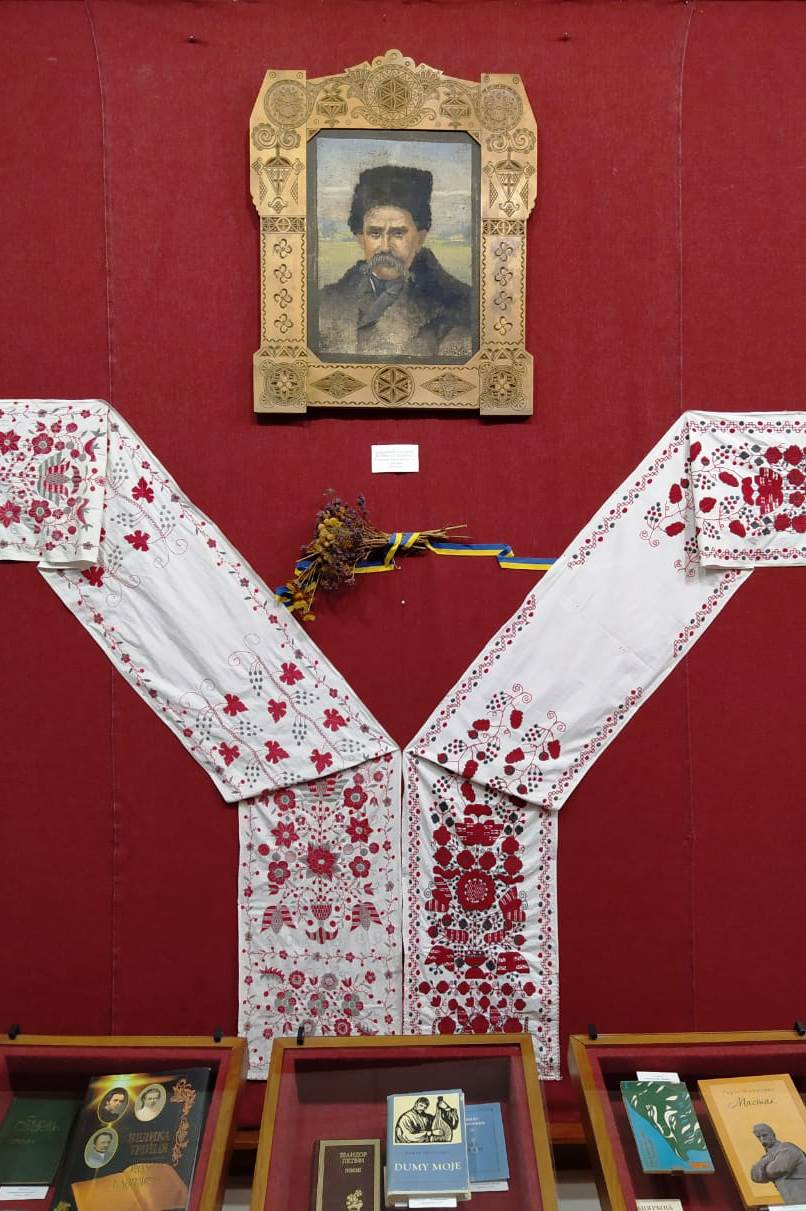
Портрет з рушниками

У світі збереглося лише декілька примірників першого «Кобзаря» (1840), тому один з них є гордістю черкаського музею. 

Відкриття виставки в Музеї «Кобзаря» (друга праворуч — прапраправнучка Шевченка Ольга Шарапа), 3 березня 2010 року

У музеї експонується ще одне прижиттєве видання поета — «Кобзар» 1860 року, що був надрукований коштом цукрозаводчика і мецената Платона Симиренка (з ним Тарас Шевченко познайомився під час своєї останньої подорожі по Україні 1859 року, зокрема перебуваючи у вотчині останнього Млієві). Симиренко виділив для видання «Кобзаря» 1100 карбованців, відтак це видання вийшло значно повнішим за попередні (17 творів і портрет Шевченка). 
Також в експозиції представлено чимало інших коштовних і не менш рідкісних видань творчості Шевченка — багато діаспорних видань, майже 40 «Кобзарів», перекладених на інші мови, дуже цікаві видання 1920–х років (ці «Кобзарі» друкувалися на газетному папері і дуже зачитані, адже в період українізації перших років СРСР користувалися величезним попитом); крім того у фондах музею — велике зібрання шевченківських листівок, значків, медалей, плакатів тощо, використовуючи які періодично влаштовують тематичні виставки.
Від 2008 року до дня народження Тараса Шевченка в музеї «Кобзаря» місцеві митці влаштовують виставку «Черкаські художники у вінок шани Кобзареві». Зокрема, у виставці 2010 року представлено 90 робіт на шевченківську тематику 42 майстрів. Близько 50 картин, що виставлялися в музеї на 2 минулих виставках, автори передали закладу в подарунок.
Музей активно займається видавничою діяльністю на Шевченківську тематику. 

## Виноски
1. 1 2  Музей «Кобзаря» Т. Г. Шевченка [Архівовано 10 листопада 2011 у Wayback Machine.] на www.kobzar.info (сайт, присвячений Тарасу Шевченку) [Архівовано 24 вересня 2016 у Wayback Machine.]
2. ↑  Нікітенко Людмила У дар музею однієї книги приносять черкаські художники свої картини [Архівовано 25 вересня 2011 у Wayback Machine.] // «Україна Молода» № 43 за 6 березня 2010 року